# Fuad Al-Futaih
Fuad Al-Futaih (* 1948 in at-Turba, Jemen; † 28. Februar 2018 in Aden, Jemen) war ein jemenitischer Künstler, Maler und Illustrator.

## Leben
Fuad Al-Futaih wurde 1948 in at-Turba in der Hudscharija im südlichen Jemen geboren. Er verbrachte seine Grundschulzeit in Aden und besuchte dann von 1962 bis 1967 die Höhere Schule in Kairo, Ägypten. Nach dem Abitur studierte er zunächst englische Literaturwissenschaft an der Universität Kairo, später Wirtschafts- und Politikwissenschaft in Bagdad, Irak. 1972 erhielt er ein Stipendium des Deutschen Akademischen Austauschdienstes (DAAD) für ein Studium an der Kunstakademie Düsseldorf, das er 1975 mit dem Diplom abschloss. Daran anschließend studierte er Kunstgeschichte an der Universität zu Köln. Nach der Familiengründung und längerem Aufenthalt in West-Berlin kehrte er von dort 1980 zusammen mit seiner Familie in den Jemen zurück. Anfangs arbeitete er im Informations- und Kultusministerium in Sanaa, später war er bis 1987 Direktor an der Abteilung für plastische Kunst. Zusammen mit seiner Frau Ilona arbeitete er seit seiner Rückkehr an Konzeption und Aufbau einer Kunstgalerie in der jemenitischen Hauptstadt Sanaa. Diese „Gallery No. 1“ wurde schon bald nach der Eröffnung 1986 als Forum für zeitgenössische Kunst nicht nur im Orient bekannt.
Fuad Al-Futaih arbeitete nicht nur mit Ölfarben auf Leinwand, sondern auch mit den Materialien Seide, Holz, Metall und Papier. Sein Werk umfasst Aquarelle, Lithographien und Radierungen, aber auch eine 9 × 3 Meter große Wandmalerei im Sportstadion von Sanaa sowie eine Skulptur am dortigen internationalen Flughafen. Seine Graphiken und Zeichnungen sind u. a. in Illustrationen von Kinderbüchern und anderen literarischen Werken zu finden. Im jemenitischen Alltagsleben begegnet man seinen Gestaltungen von Briefmarken, Münzen, Medaillen und Logos.
Werke von Fuad Al-Futaih sind seit 1970 in zahlreichen Ausstellungen, nicht nur im arabischen Raum, sondern auch in Europa, den USA und Japan zu sehen gewesen. Al-Futaih hat auch zahlreiche Bücher veröffentlicht.
Fuad Al-Futaih lebte und arbeitete zuletzt in Aden.

## Ausstellungen
- 5. November – 3. Dezember 1996: „Fuad Al-Futaih. Bilder und Objekte“ im Foyer der Universitätsbibliothek Marburg
- 30. Dezember 2010 – 1. Oktober 2011: „Sajjil: Ein Jahrhundert Moderner Kunst“ im Arabischen Museum für moderne Kunst

## Illustrationen
- Fuad Qacud: Die Stadt, wo man sagt: „Das ist wunderschön“, Zwei moderne arabische Märchen. Edition Orient, Meerbusch 1994, ISBN 3-922825-57-5.
- Mohamed Grim (Bearb.): Der Gewittervogel, Märchen der Berber Algeriens. Edition Orient, Berlin 1983, ISBN 3-922825-13-3.
- Alfred Farag: At-Tabrizi und sein Knecht, Schauspiel. Edition Orient, Berlin 1982, ISBN 3-922825-07-9.
- Salah Abd as-Sabur: Der Tod des Mystikers. Edition Orient, Berlin 1981, ISBN 3-922825-05-2.
- Yahya Hakki: Die Öllampe der Umm Haschim. Edition Orient, Berlin 1981, ISBN 3-922825-00-1.

## Auszeichnungen
- 1975: Zweiter Preis für seinen Entwurf anlässlich des Internationalen Jahres der Frau
- 1989: Jemenitischer Nationalpreis für Schöne Künste